# 달리는 라디오 (대전주말)
박정희의 주말 달리는 라디오는 TBN 대전교통방송(대전, 세종, 충청권 FM 102.9㎒, 충남 서해안 FM 103.9㎒)에서 주말 저녁 6시부터 저녁 7시 53분까지 방송되는 대전 세종 충청권 지역의 라디오 프로그램이다.

## 코너소개

### 매일코너
- 추억으로 가는 퀴즈 : 추억의 물건, 이것이 무엇인지 맞춰보세요! (청취자 참여)
- 통신원(충남, 충북) 연결

### 토요일
- 우리는 '달라' 가족 : 서로 다른 생각을 가졌지만 어쩐지 비슷한 가족들이 벌이는 이슈꽁트
- 이야기가 있는 여행 : 여행에서 발견한 사람, 역사, 이야기를 나누는 시간(송일봉 여행작가)
- 안전은 생활이다 : 사건 사고로 살펴보는 교통안전 감성충전 시간

### 일요일
- 라떼 뮤직 : "라떼는 말이야~" 추억의 음악에서 그때 느꼈던 추억의 향기를 맡아보는 시간
- 동상이송 시즌2 : 세대별로 다른 노래와 감성을 비교해보는 코너 (권순원 MC)
- 생활도 안전이다 : 생활 속에서 꼭 필요한 안전수칙들 하나씩 알아보는 시간